# Pitt-Hopkins-Syndrom
Das Pitt-Hopkins-Syndrom (Abkürzung: PTHS) ist eine sehr seltene genetische Erkrankung mit dem Hauptmerkmal eines intellektuellen Defizites, außerdem kommt es zu charakteristischen Gesichtsauffälligkeiten sowie zu abnormer und unregelmäßiger Atmung.
Die Bezeichnung bezieht sich auf die Erstbeschreibung aus dem Jahre 1978 durch die australischen Ärzte D. Pitt und I. Hopkins.  Erst im Jahr 2007 konnte das TCF4-Gen identifiziert werden.

## Verbreitung
Die Häufigkeit (Prävalenz) wird mit unter 1:1 Million angegeben, Männer und Frauen sind in gleicher Weise betroffen, weltweit waren im Jahr 2010 etwa 50 Fälle bekannt. Die Vererbung erfolgt autosomal-dominant.

## Ursache
Der Erkrankung liegen Mutationen im TCF4-Gen am Genort 18q21 zugrunde, welches  für einen  b-HLH-Transkriptionsfaktor kodiert.
In einigen dokumentierten Fällen fehlt dieses Gen überhaupt, was zur Anomalie des Chromosoms 18 führt.

## Klinische Erscheinungen
Kennzeichen der Erkrankung sind:
- geistige Retardierung, fehlender Spracherwerb
- Störungen der motorischen Entwicklung mit Muskelhypotonie
- abnorme Gesichtszüge wie Makrostomie, große Zahnabstände, breiter Gaumen, dicke Lippen, tiefliegende Augen
- Atemstörungen ab früher Kindheit oder ab Adoleszenz, anfallsweise Hyperventilation
- eine schwere Epilepsie

Häufig leiden die Patienten durch diesen Gendefekt auch unter verzögertem Wachstum und mangelhaftem Sprachvermögen. Häufig treten Obstipation und ein gastroösophagealer Reflux auf.

## Diagnostik
Die Diagnose basiert auf den klinischen Befunden, Veränderungen im EEG. Bildgebend finden sich in der Kernspintomographie eine Volumenverminderung des Hippokampus und Veränderungen an den Temporallappen.

## Differentialdiagnose
Abzugrenzen sind das Angelman-Syndrom, das Kleefstra-Syndrom, das PURA-Syndrom, das Rett-Syndrom und das Mowat-Wilson-Syndrom.

## Behandlung
Die Therapie erfolgt multidisziplinär und umfasst Physiotherapie, Ergotherapie und Logopädie ebenso wie Hippotherapie und Musiktherapie. Die Medikation mit Acetazolamid wurde als erfolgreich beschrieben.